# Silt'e
El silt'e (ስልጥኘ silt'iɲɲǝ o የስልጤ አፍ yǝsilt'e af) és una llengua etiòpica del grup meridional parlada per més de 800.000 persones a l'Etiòpia central, principalment a la regió reconeguda amb l'estatut de Zona Silt'e (Regió de les Nacions, Nacionalitats i Pobles del Sud).